# Рон Денис
Рон Денис е английски бизнесмен, председател и главен изпълнителен директор на „Макларън груп“, както и собственик на 15% от компанията. Той е директор на тима „Макларън“ от „Формула 1“.
Денис започва своята кариера в моторните спортове през 1966 година за „Купър Мотор Рейсинг“. В началото на 1968 година преминава на работа като главен механик в „Брабам Рейсинг“, поканен от собственика на тима сър Джак Брабам. Три години по-късно Денис основава своята компания „Рондел рейсинг“. Компанията създава болида „Прокар“ – сред най-успешните във „Формула 2“ и шампионата.
В средата на 1980 година компанията на Рон Денис закупува тима „Макларън“ (Team McLaren Limited) от „Формула 1“, запазвайки името му като „Макларън интернейшънъл“, превръщайки го в един от най-успешните в историята на автомобилните спортове. „Макларън интернейшънъл Формула 1 Рейсинг“ е световен шампион при конструкторите във Формула 1 през 1974, 1984, 1985, 1986, 1989, 1990, 1991, 1998 г.
Рон Денис е съосновател и на компанията за производство на спортни автомобили „Макларън“, създадена през 1989 година. Компанията започва производство на легендарния роудкар „Ф1“.